# Dywizja Piechoty Ostpreußen
Dywizja Piechoty Ostpreußen (niem. Infanterie-Division Ostpreußen) – niemiecka dywizja piechoty sformowana 17 kwietnia 1944 na poligonie w Mławie jako dywizja szkieletowa. W czerwcu 1944 wysłana do Grupy Armii C. 3 lipca włączona w skład 65 Dywizji Piechoty.

## Skład
- 1 wschodniopruski pułk grenadierów
- 2 wschodniopruski pułk grenadierów
- wschodniopruski batalion artylerii
- wschodniopruski batalion inżynieryjny